# Triệu Phá Nô
Triệu Phá Nô (chữ Hán: 趙破奴, ? – 91 TCN) là tướng lĩnh giữa thời Tây Hán, quê quán ở Thái Nguyên.

## Cuộc đời
Năm 121 TCN thời Hán Vũ Đế, Triệu Phá Nô được thăng làm Ưng Kích tướng quân, đi theo chinh phạt người Hung Nô ở Hữu Địa (nay là khu vực Kỳ Liên Sơn phía tây tỉnh Cam Túc), chém đầu Tốc Hấp Vương, Hữu Thiên kỵ tướng cùng vương tử, vương mẫu và hơn 3000 người Hung Nô, Vũ Đế bèn phong cho ông là Tùng Phiêu hầu. Sau vì phạm tội mà bị mất tước vị.
Năm 111 TCN, Lý Hán Quân dẫn hơn vạn kỵ binh tiến ra Lệnh Cư (nay là vùng phụ cận Lan Châu tỉnh Cam Túc), đi được hàng ngàn dặm thì tới Hà Thủy. Năm 108 TCN, lấy lý do người Lâu Lan cướp bóc đoàn sứ thần nhà Hán, gây tắc nghẽn con đường tơ lụa, triều đình bèn phái Triệu Phá Nô dẫn hàng vạn quân đánh phá thành Cô Sư của Lâu Lan, khiến họ kinh sợ phải cầu hòa, nhờ chiến công này mà ông được phong là Trác Dã hầu.
Năm 103 TCN, ông nhận lệnh thống lĩnh 2 vạn binh lên phía bắc đánh Hung Nô, tới vùng đất hơn 400 dặm là Thụ Hàng thành thì bị vây hãm, quân Hung Nô nhân lúc Triệu Phá Nô sơ hở liền phục kích bắt ông làm tù binh. Năm 100 TCN ông cùng con trưởng của mình theo chân Hung Nô được nửa đường thì trốn về được triều Hán. Năm 91 TCN, Triệu Phá Nô dính líu tới họa đồng cốt, bị Vũ Đế giết chết.